# LEAB
LEAB (Laag Energie Asfalt Beton) is een productieproces om asfalt te produceren bij verlaagde temperatuur tussen ca. 115 en 130 °C in plaats van het traditionele 165-180 °C. AsfaltNu is de eigenaar van het huidige LEAB-proces, wat een samensmelting is van eerder door BAM (LEAB) en Heijmans (Greenway LE) ontwikkelde technieken, waarbij het beste van deze technieken in één proces is gecombineerd onder de naam LEAB.

## Achtergrond en techniek
Traditioneel wordt asfalt geproduceerd bij ca. 165 °C; bij gemodificeerd asfalt worden zelfs nog hogere temperaturen tot 180 °C toegepast. Deze temperaturen zijn nodig om de viscositeit (stroperigheid) van het bindmiddel bitumen te verlagen, voor een goede menging en verwerkbaarheid. Deze hoge temperaturen hebben vanzelfsprekend een hoge energievraag en daarmee een hoog gasgebruik en bijbehorende CO2-uitstoot.
Om bij een lagere temperatuur toch een goede menging en verwerking te krijgen zal de viscositeit tijdelijk (tijdens productie en verwerking) verlaagd moeten worden, maar de eigenschappen van het eindproduct mogen hierdoor niet veranderen. Toepassen van bijvoorbeeld een zachter bindmiddel is dan ook niet aan de orde.
Bij het LEAB-proces wordt hiervoor gebruik gemaakt van de schuimtechniek. Door het toevoegen van een geringe hoeveelheid water aan het hete bitumen gaat het bitumen schuimen. Hierdoor wordt de viscositeit van het bindmiddel tijdens productie verlaagd en tegelijk neemt het volume met circa een factor 20 toe. Daarmee wordt het mogelijk ook in een temperatuurgebied van 115-130 °C de mineralen in het asfalt goed te omhullen met bitumen. Na afkoeling keert het bindmiddel weer terug naar zijn oorspronkelijke staat en gedraagt het zich weer als normale bitumen.
Het schuimgedrag van bitumen wordt vastgelegd in de expansiefactor (volumevergroting), de halfwaardetijd (stabiliteit) en de schuimindex. In het LEAB-proces is het schuimgedrag op basis van deze parameters in de praktijk getoetst en geoptimaliseerd. Verder is het proces mede gebaseerd op:
- Een speciaal ontwikkelde schuimbalk en inspuittechniek die een optimale verdeling van het schuim over de mineraalfracties garandeert,
- Een inweekproces (in het geval van mengsels met recycling), waardoor bitumen uit de frees, ondanks de lagere mengtemperatuur volledig wordt gereactiveerd en homogeen wordt vermengd met het nieuwe bindmiddel,
- Een inspuittechniek met meerdere nozzles die onafhankelijk kunnen worden in- en uitgeschakeld. Zo kan de doseertijd van het bindmiddel altijd optimaal blijven, onafhankelijk of de bitumenvraag nu hoog (mengsels met veel nieuwe bitumen en zonder recycling) of laag is (mengsels met veel recycling en dus weinig nieuwe bitumen). In combinatie met de optimale verdeling resulteert dit in het direct met bitumen 'benatten' van een zo groot mogelijk oppervlak aan granulair materiaal.

## Ontwikkeling en ervaringen
De ontwikkeling van LEAB is begonnen in 1999. De techniek werd doorontwikkeld en verder volwassen en vanaf 2005 kon LEAB op industriële schaal worden geproduceerd worden aan de asfaltcentrale. Hiermee kon grootschalig ervaring worden opgedaan met productie- en verwerking op diverse wegtypen. In 2014 volgde een volledige validatie door RWS voor tussen- en onderlagen.
Tegelijkertijd werd het proces doorontwikkeld en geschikt gemaakt voor toepassing in deklagen. De eerste vakken met LEAB ZOAB worden in 2010 aangelegd, later gevolgd door SMA/SMA 8G+ en LEAB Surf. De ervaringen op deze vakken en bijbehorende monitoring leidden uiteindelijk tot validatie van deze producten bij diverse partijen, zie het overzicht hieronder. Met deze validaties is het LEAB-proces geschikt bevonden om op praktisch alle asfaltmengsels toe te passen.

### Tijdlijn LEAB
- 1999: Start ontwikkeling
- 2005: Productie op industriële schaal
- 2014: RWS-validatie voor onder- en tussenlagen
- 2020: AKL-validatie voor het LEAB-proces (omvat alle mengseltypen die volgens het LEAB proces worden gemaakt).
- 2020: RWS-valdatie voor LEAB Surf deklagen
- 2022: RWS-validatie DZOAB 16 (o.b.v. een groot aantal vakken op Rijkswegen en bijbehorende langjarige monitoring)
- 2024: Opname LEAB in de richtlijn WMA (Warm Mix Asfalt) van het CROW

### Praktijkervaringen
Op basis van de praktijkervaringen (er is tussen 2008 en 2024 al ruim 2 miljoen ton LEAB geproduceerd en verwerkt) is het proces door de tijd heen verder doorontwikkeld, wat heeft geleid tot diverse validaties zoals hierboven te zien. Door deze validaties is de toepassing van LEAB vanaf ca. 2022 explosief gestegen. Dit heeft AsfaltNu doen besluiten om haar asfaltmengselportfolio zo uit te breiden dat álle mengseltypen in LEAB worden aangeboden, met als uiteindelijk doel dat hot-mix asfalt wordt uitgefaseerd en er volledig wordt overgeschakeld naar LEAB.

## Kwaliteit
Het LEAB-proces heeft geen invloed op de civieltechnische kwaliteit van asfalt. Dit is ook logisch: niet het mengsel wordt aangepast, maar het productieproces. Het gebruikte schuimproces beïnvloedt de mengsel-eigenschappen niet. De samenstelling van de mengsels is gelijk aan die van conventionele hete mengsels. De kwaliteit wordt dan ook bepaald door een goede omhulling van de mineralen in het mengsel met het bindmiddel. Met LEAB is vanaf het begin ingezet op een optimaal schuim om een zo goed mogelijke omhulling (en daarmee mengselkwaliteit) te bereiken. Dit is uitgebreid onderzocht in de laboratoria van AsfaltNu, BAM en Heijmans. Juist op dit vlak zijn ook door diverse onafhankelijke partijen, zoals TNO, RWS en het Asfaltkwaliteitsloket van het CROW diverse kenmerkende onderzoeken uitgevoerd om deze werking te bevestigen.

## Milieu-effecten
De toepassing van LEAB kent vele voordelen ten opzichte van traditioneel asfalt. Zo is er door de lagere temperatuur een lager energieverbruik. De daarmee samenhangende CO2-reductie is afhankelijk van de toegepaste mengtemperatuur (115-130 °C) en het mengseltype en bedraagt circa 15-30%. Deze reductie is ook van toepassing op de milieukostenindicator (MKI) per ton geproduceerd asfalt. Bij een jaarlijkse asfaltproductie van 6,5 miljoen ton (2023) resulteert toepassing LEAB bij een productietemperatuur van 130 °C in een reductie in CO2-uitstoot van 15,6 miljoen kg op jaarbasis ten opzichte van HMA. Bij verdere verlaging van de productietemperatuur zal deze uitstoot nog verder afnemen.
Door de lagere temperatuur vermindert de uitstoot van vluchtige organische stoffen (VOS) aanzienlijk. Hierdoor worden medewerkers van asfaltploegen minder blootgesteld aan schadelijke dampen. Tevens wordt de geuroverlast beperkt.
LEAB levert geen beperkingen op voor het gebruik van recycling; het aandeel toe te passen PR is gelijk aan dat in hete mengsels. Doordat het in het LEAB proces niet nodig is om asfaltvreemde stoffen toe te voegen, verandert het mengsel niet en blijft het ook in de toekomst zonder aanpassingen volledig recyclebaar.

## Toekomst
De asfaltsector heeft de doelstelling afgesproken om per 2025 hot-mix asfalt uit te faseren en in te zetten op warm-mix asfalt. Deze behoefte is volledig in te vullen met LEAB, waaraan diverse (langjarige) validatietrajecten ten grondslag liggen. Ook BAM en Heijmans scharen zich volledig achter deze doelstelling en gaan over op het verwerken van LEAB-asfaltmengsels. Door deze vergrote belangstelling wordt de doorontwikkeling van LEAB nog meer gestimuleerd. In dit kader wordt onder meer gewerkt aan alternatieven zoals asfaltproductie onder de 100 °C en emissieloze asfaltproductie.